# Zólyomlipcse
Zólyomlipcse (szlovákul Slovenská Ľupča, németül Slowakisch Liptsch) község Szlovákiában, a Besztercebányai kerület Besztercebányai járásában.

## Fekvése
Besztercebányától 10 km-re északkeletre, a Garam jobb partján fekszik.

## Története
A település első írásos említése 1250-ben történt „Lypcsa” alakban, amikor a Zólyomból Lipcsébe menő fontos középkori utat („via magna”) említik. A régi település két központ körül alakult ki, az egyik a középkori vár, a másik a ferences kolostor volt. Vára a 13. század második felében épült. A falu lakói mezőgazdasággal, halászattal, méhészettel foglalkoztak. 1255-ben „Lyppcha”, 1263-ban „Lipche”, 1272-ben „Lypsche” néven említik. A várat a 14. században Dancs mester építette ki mai formájában. A vár önálló váruradalom székhelye volt, melyhez a környék számos települése tartozott. 1306-ban Csák Máté foglalta el, de 1314-től újra Dancs mester kezén volt. Zólyomlipcse a középkorban fontos bányaváros, szabadalmait 1340. november 11-én Károly Róberttől kapta. Jogaik között szabad bíró és pap választás, piac és vásártartási jog, vámmentesség is szerepelt. A 14. században a lakosság fő tevékenysége a mezőgazdaság mellett már a kézművesség volt, akik portékáikat a város melletti vásárokon értékesíthették. A városban líceumot is alapítottak. 1361-ben „Lypche Solienses”-nek hívják a települést. Az 1440-es években Giskra birtokolta a várat, majd Mátyás foglalta vissza. A falu 1516-ban „Lypcz Sclavonicalis”, 1524-ben „Thotlypcha” alakban szerepel a korabeli forrásokban. 1531-ben a stájer Turn Kristóf fegyverrel foglalta el a várat, ami később is ép és a mai napig lakott maradt.

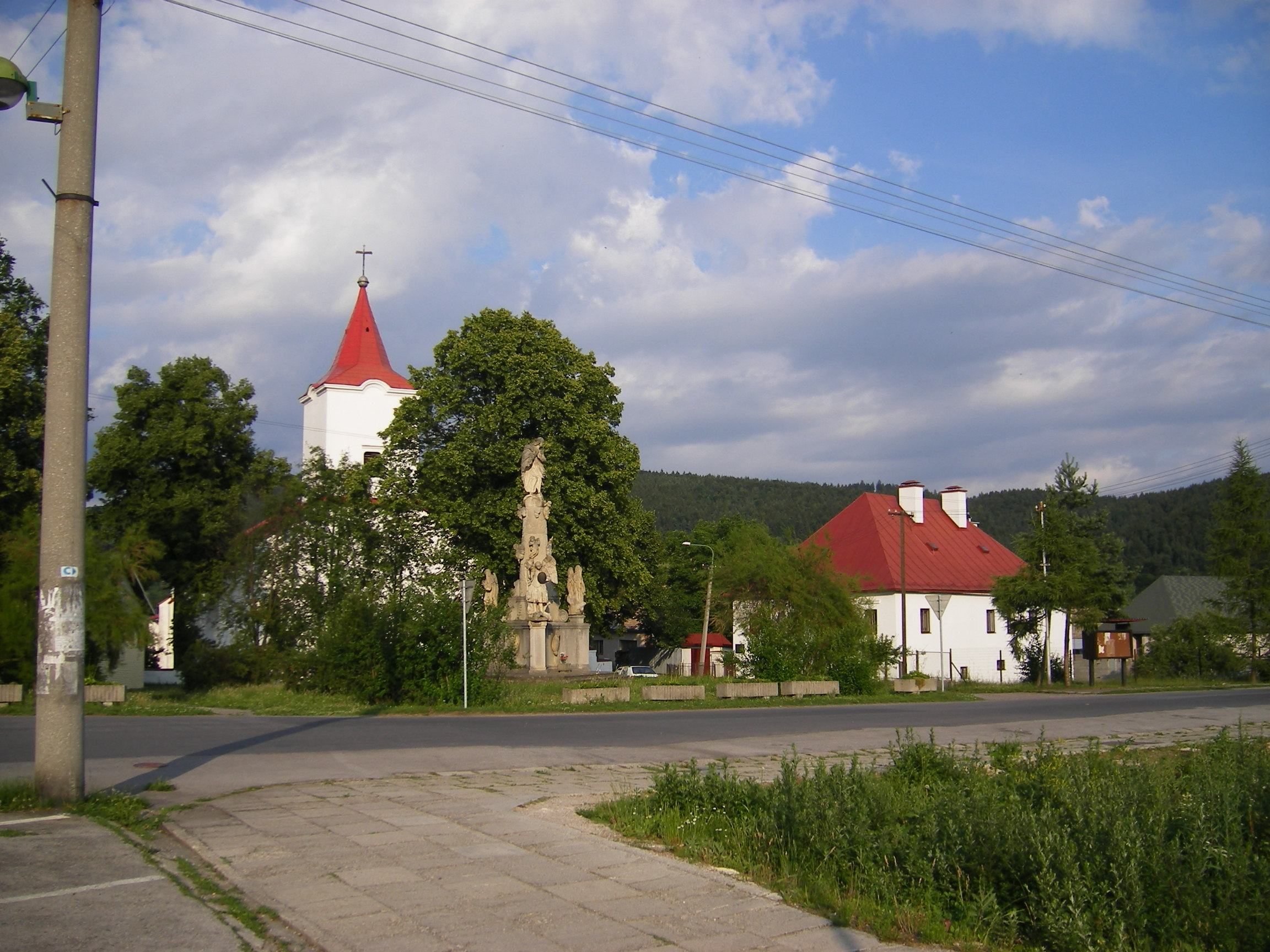
A községközpont a Mária-oszloppal

A város a 16. századig a zólyomlipcsei váruradalom része mely királyi, majd királynéi birtok. Ezután a 18. századig a bányakamara birtoka. A 16. századtól meginduló török támadások egyre nagyobb fenyegetést jelentettek a településre. A török rajtaütések és a járványok a 16. és 17. században az egész Felső-Garam völgyében megtizedelték a lakosságot. Csak 1679-ben 700 lakos esett áldozatul a pestisjárványnak. 1672 és 1848 között több nemes család zálogbirtoka volt, köztük a Dóczy, Rubigallus, Tribel, Széchy és Wesselényi családoké. A 17. század második felében élénk kereskedelmi élet és kézművesség folyt a városban. Termékeik eljutottak az egész vármegye területére és kézműves céhek alakultak. Legnevezetesebb céhei a bognároknak, cipészeknek és késeseknek voltak. 1697-ben megkezdte működését az első papírgyártó műhely is, az itteni papírt egészen 1920-ig forgalmazták egész Magyarország területén. A 18. század második felében a pestisjárvány áldozatainak emlékére gótikus Mária-oszlopot építettek. A céhek tevékenysége különösen a 18. és 19. században kapott nagy lendületet, amikor új malom, fűrésztelepek, téglagyár, sörgyár épültek és kőbányát is nyitottak itt.
A 18. század végén Vályi András így ír róla: „Tót Lipcse. Tót privilegiált Mező Város Zólyom Várm. lakosai katolikusok, fekszik Besztertze Bányához egy mértföldnyire, határjának 1/3 része nehéz mivelésű, Garam vize is, és a’ záporok is rongállyák, nagyobb része határjának termékeny.”
1828-ban 180 házában 1301 lakos élt.
Fényes Elek 1851-ben kiadott geográfiai szótárában így ír a településről: „Zólyom-Lipcse, szabadalmas tót mező-város, Zólyom vmegyében, a Garam völgyében, rónán fekszik, Beszteczebányához 1 1/2 órányira. A határ kiterjedése nem tudatik, de birnak a polgárok 356 hold szántóföldet, 259 h. rétet, az erdőből 828 holdat; a királyi lipcsei uradalom bir 15 hold szántóföldet, 475 h. rétet, nemkülönben ugynevezett uri utczát, mi körűlbelől az egész határnak 1/4 részét teszi. A szántóföldek 3 fordulóban használtatnak, mellyek közül egy meglehetős termékeny, de kettő dombos, köves, s főleg zabot és burgonyát terem. Majd fele a réteknek igen jó és bő szénát és sarjut ad, másik fele nedves helyeken lévén rosszabb szénát nyújt. Népessége 1181 lélek, u. m. 545 kath., 636 evang., köztök 188 kézmüves, és igy csaknem mindnyájan földmivesek és mesteremberek. A Garan folyón kivül van itt Lipcse patak, mellyen két köszörülőház, két malom és egy papirgyár állanak; alsó és felső Jasztebnik, Mosztenicz, Gablonka és Driekina patakok, melly utolsón másik papirgyár szemlélhető. A város északi részén fekszik Peniszki hegy, mellyen krajczár nagyságu és alakú, ugyszinte lencséhez nagyon hasonló, a természet-buvárok figyelmét magukra vonó kövecskék találtatnak. A város felső részén pedig 50 öl magas sziklán egy igen régi de még használható karban lévő vár szemlélhető, melly lipcsei várnak neveztetik, s az egész hozzátartozó uradalommal a kir. kincstárnak hódol. E várban, melly Vesselényi Ferenczé volt, s 1670-ben került a kir. fiskus kezére, jelenleg egy urad. tiszttartó lakik. Látható benne egy igen mély kősziklába vágott kut, szárazmalom, kápolna, egy szoba pénszoba név alatt, egy másik szobának ajtaja felett pedig e szavak olvashatók: „Maria Regina 1531”, honnan némellyek következtetik, hogy ezen királynő mint özvegy, miután 1542. évi X. cikk folytában Christophorus de Turi Stiriacus e várat elfoglalta légyen, egy ideig benn lakott. 1605-ben e vár védelmében elestek Sirok György, Gracz Mátyás, Jiszkra János, Schmicz János, Laky János fő urak, mint ezt egy itt találtató kőemlék bizonyitja. Van a városban egy kath., s egy evang. templom, gyógyszertár. Heti és 7 országos vásárra is volna szabadalma, de heti vásárt épen nem tart, országos vásárt pedig csak kettőt, t. i. a vizkeresztit és pünkösdit tartja meg, de ezek is csekélyek. Első szabadságát a város 1340-ben nyerte Robert Károly királytól, s e szabadságot több királyok részint megerősitették, részint öregbitették, s igy e város földesurat a mondott időtől fogva nem ismert.”
A 19. század második felében Zólyomlipcse elveszítette városi rangját, de erre az időre esik a kulturális és társasági élet kibontakozása, polgári egyesületek, kaszinó alapítása is. A 20. század elején az ipari tevékenység erősödött, melyet többek közt növényi olajgyártó cég, vegyi üzem, késüzem, sajtgyár és kékfestő üzem alapítása fémjelez. Az első világháborúban 42 zólyomlipcsei polgár esett el az osztrák-magyar hadseregben harcolva. A trianoni diktátumig Zólyom vármegye Besztercebányai járásához tartozott.

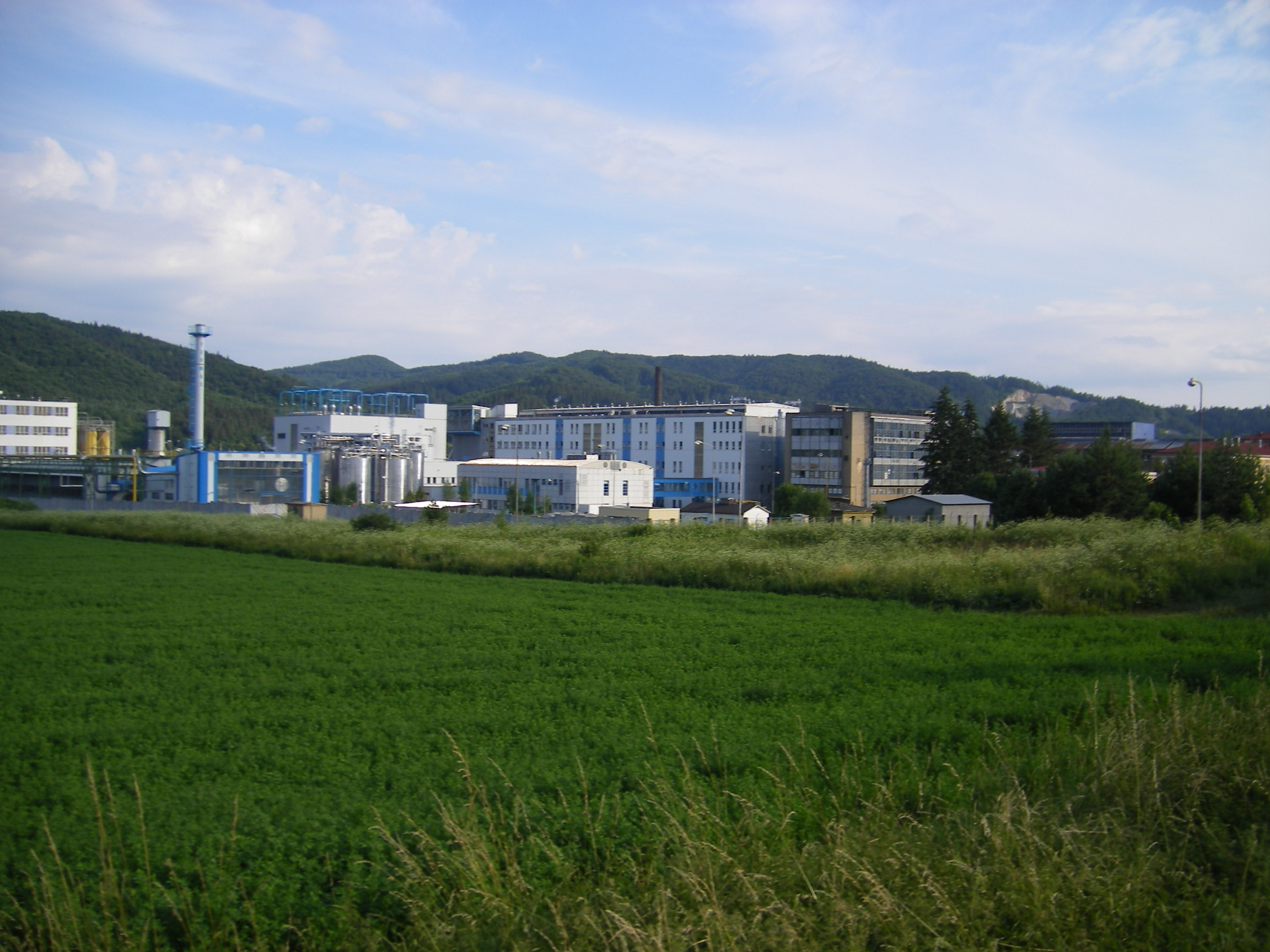
A Biotika, a legnagyobb szlovákiai antibiotikumgyár Zólyomlipcsén található

A szlovák nemzeti felkelés idején lakói támogatták a partizánokat, 1944. december 24-én két partizánt végeztek ki a németek. Zólyomlipcsét végül 1945. március 25-én foglalták el a szovjet 2. ukrán front és a román hadsereg katonái.

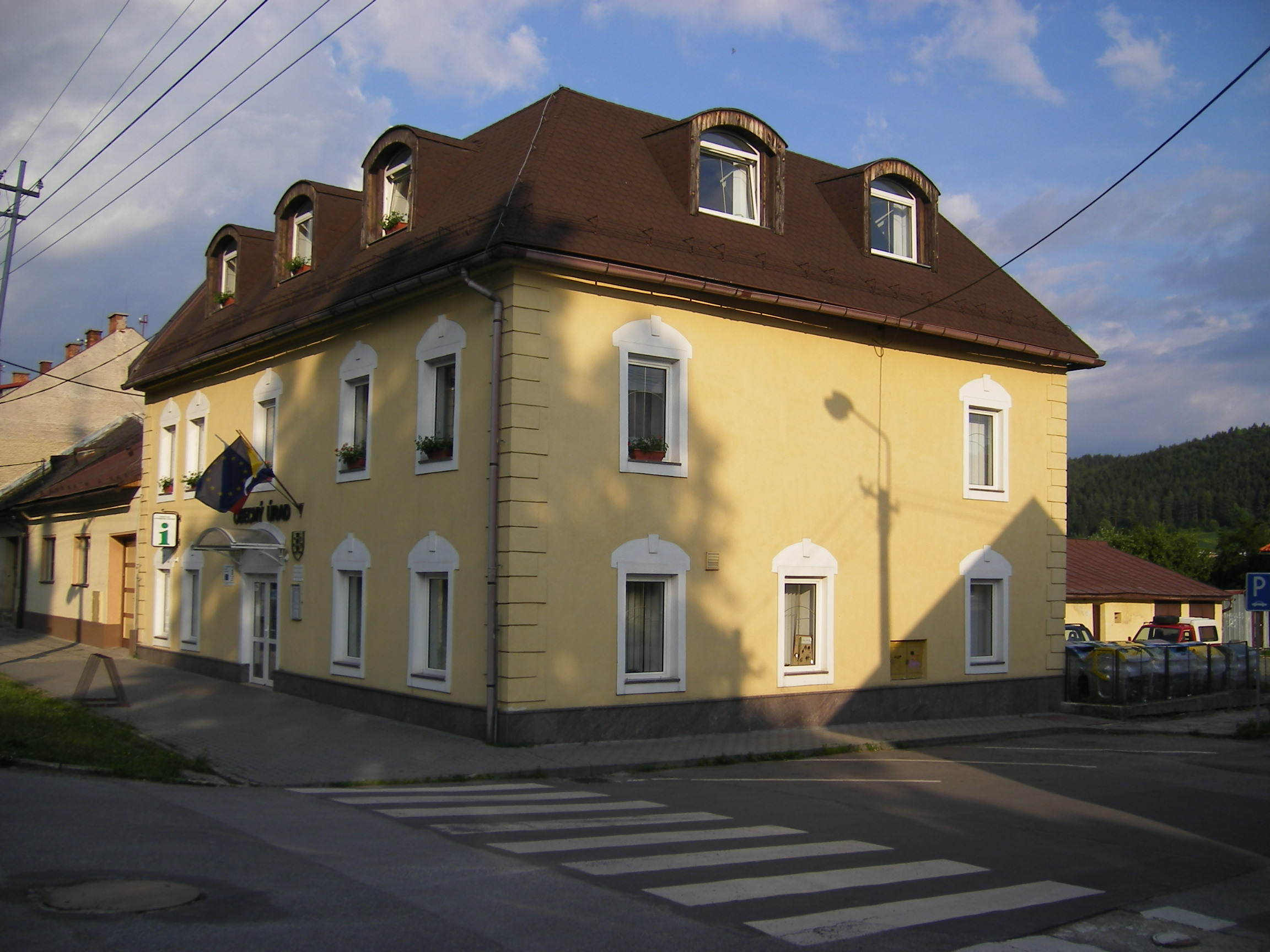
A községháza épülete

## Népessége
| Év:            | 1994. | 2004.   | 2014.   | 2024.   |
| -------------- | ----- | ------- | ------- | ------- |
| Emberek száma: | 2895  | 3130    | 3235    | 3261    |
| Eltérés:       |       | +8,11 % | +3,35 % | +0,80 % |

| Év:            | 2023. | 2024. |
| -------------- | ----- | ----- |
| Emberek száma: | 3261  | 3261  |
| Eltérés:       |       | +0 %  |

1910-ben a települést 1754-en, többségében szlovákok lakták, jelentős magyar kisebbséggel.
2011-ben 3165 lakosából 2923 szlovák.

## Neves személyek
- Itt született 1708-ban ifjabb Blázy János evangélikus lelkész.
- Itt született 1783-ban Reuss Sámuel evangélikus lelkész, néprajzkutató.
- Itt született 1812-ben Daniel Gabriel Lichard szlovák író, tanár, evangélikus lelkész, újságíró, kiadó, a szlovák szaknyelv megteremtője, Petőfi tanára.
- Itt született 1856-ban Czambel Samu szlovák nyelvész, fordító, filológus.
- 1667. március 27-én várában halt meg visszavonulva a világtól Wesselényi Ferenc nádor, elkerülve ezzel a felelősségre vonást.
- Itt hunyt el 1998-ban Natália Makedonová szlovák publicista és kiadó.

## Nevezetességei
- A falu feletti 375 m magas hegy tetején áll Zólyomlipcse vára. A vár mindvégig lakott volt, ma is teljes épségben áll, szociális otthon.
- A pálos kolostort 1313-ban alapították, a középkorban Zólyom vármegye székháza volt. Temploma gótikus, 1323-ban említik először. A kolostor és a templom 1605 után leégett, de 1615-ben reneszánsz stílusban újjáépítették.
- A régi városháza 1659-ben épült.
- Evangélikus temploma 1874-ben épült neogótikus stílusban.
- Mária-oszlopa 18. századi.
- A településen egy „Mátyás király hárs” emlékfa is található.